# Господин Мира (антиутопический роман)
Господин мира (англ. Lord of the World) — научно-фантастический роман-антиутопия 1907 года Роберта Хью Бенсона, в центре которого царствование Антихриста и конец света. Дейл Олквист, Джозеф Пирс, Папа Бенедикт XVI и Папа Франциск назвали его пророческим.

## Краткое содержание

### Пролог
В начале XXI века в Лондоне два священника, седовласый отец Перси Франклин и младший отец Джон Фрэнсис, посещают подземное жилище престарелого мистера Темплтона. Католик и бывший член парламента от консерваторов, ставший свидетелем маргинализации своей религии и разрушения своей партии, мистер Темплтон рассказывает двум священникам о последнем столетии британской и мировой истории.
С тех пор, как Лейбористская партия взяла под контроль британское правительство в 1917 году, Британская империя была однопартийным государством. Британская королевская семья была свергнута, Палата лордов была упразднена, Оксфордский и Кембриджский университеты закрыты, а все их профессора отправлены во внутреннюю ссылку в Ирландию. Марксизм, атеизм и светский гуманизм, которые Темплтон описывает как инструменты масонства, доминируют в культуре и политике. Англиканская община была упразднена с 1929 года и, как и все формы протестантизма, практически исчезла. В мире сейчас есть только три основные религиозные силы: католицизм, светский гуманизм и «восточные религии».
Национализм был уничтожен марксистским интернационализмом, и мир был разделен на три силовых блока. Первый, обычно отмечаемый красным на картах, является Европейской конфедерацией марксистских однопартийных государств и их колоний в Африке, использующих эсперанто в качестве мирового языка. Вторая, отмеченная жёлтым цветом, — это «Восточная империя», император которой, «Сын Неба», происходит из японской и китайской императорских семей. Третья, отмеченная синим цветом, «Американская республика», состоит из Северной и Южной Америки.